# Sheykh Makān
Sheykh Makān (persiska: شِيخ ماخون, شیخ مکان, شِيخ مَكان) är en ort i Iran.   Den ligger i provinsen Ilam, i den västra delen av landet, 500 km sydväst om huvudstaden Teheran. Sheykh Makān ligger 657 meter över havet och antalet invånare är 800.
Terrängen runt Sheykh Makān är varierad. Runt Sheykh Makān är det ganska glesbefolkat, med 34 invånare per kvadratkilometer. Närmaste större samhälle är Darreh Shahr, 5,4 km norr om Sheykh Makān. Omgivningarna runt Sheykh Makān är i huvudsak ett öppet busklandskap.